# Rue des Glycines (Paris)
Pour les articles homonymes, voir Rue des Glycines.
La rue des Glycines est une voie située dans le quartier de la Maison-Blanche du 13e arrondissement de Paris en France.

## Situation et accès

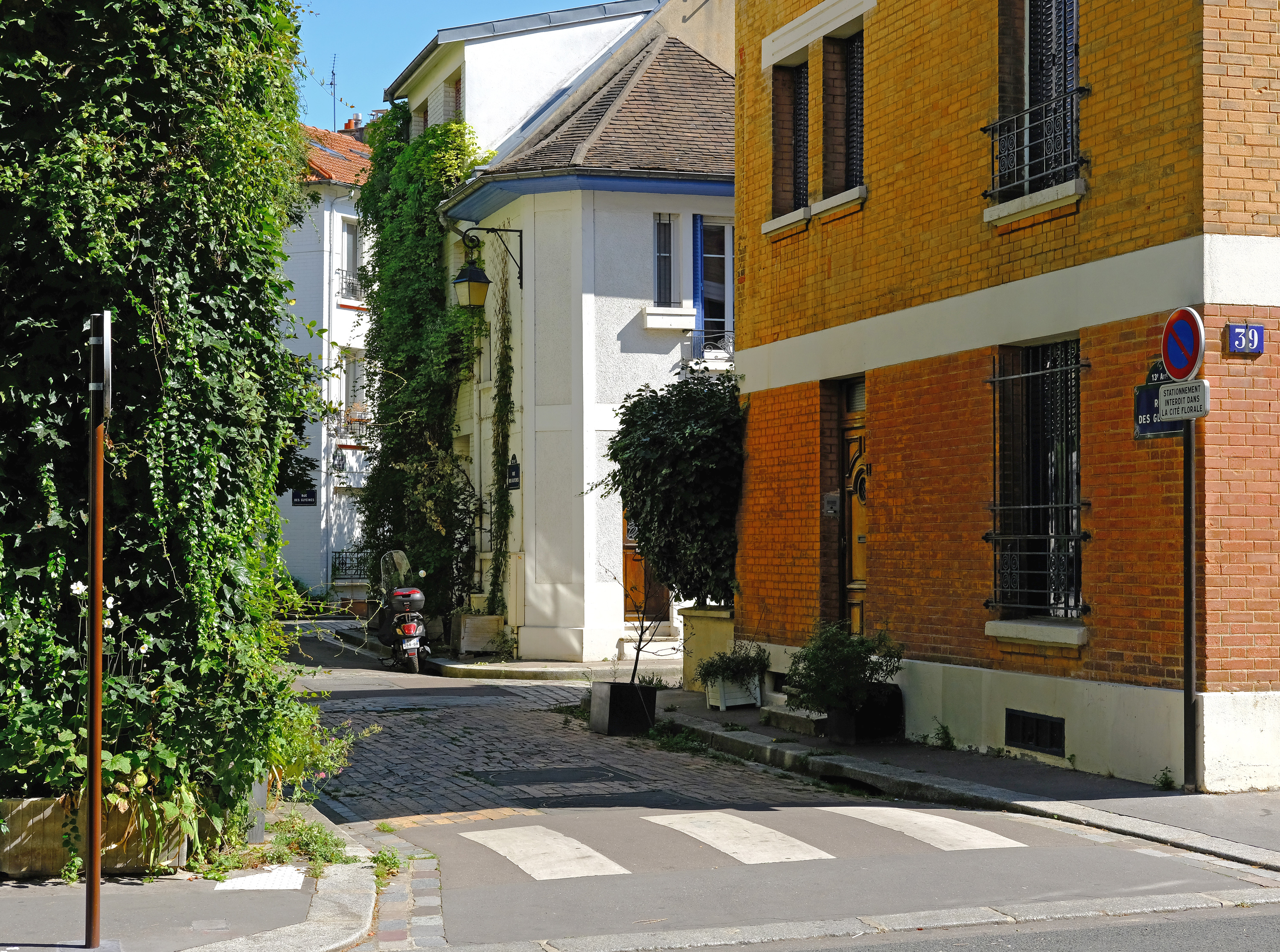
Rue des Glycines.

Elle fait partie des rues qui composent la Cité florale.
La rue des Glycines est desservie à proximité par la ligne 3a du tramway d'Île-de-France.

## Origine du nom
Elle fait partie des rues qui composent la Cité florale, auxquelles a été attribué le nom d'une fleur ou d'une plante, ici la glycine.

## Historique
La rue est ouverte en 1928, sur les terrains de la société Aédès, et prend sa dénomination actuelle la même année.